# Lonicera tatarica
Espèce
Classification phylogénétique

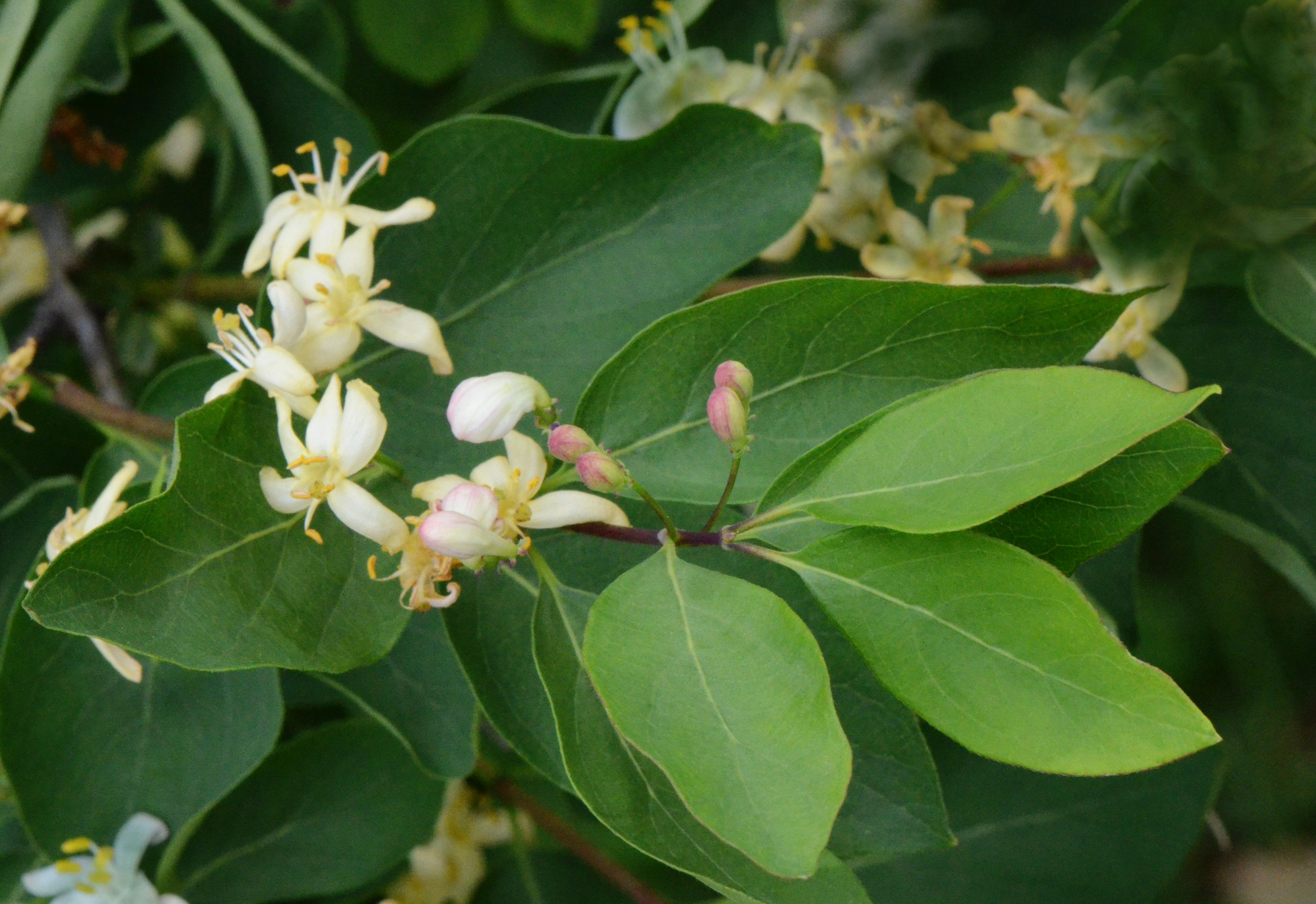
Lonicera tatarica, rameau fleuri

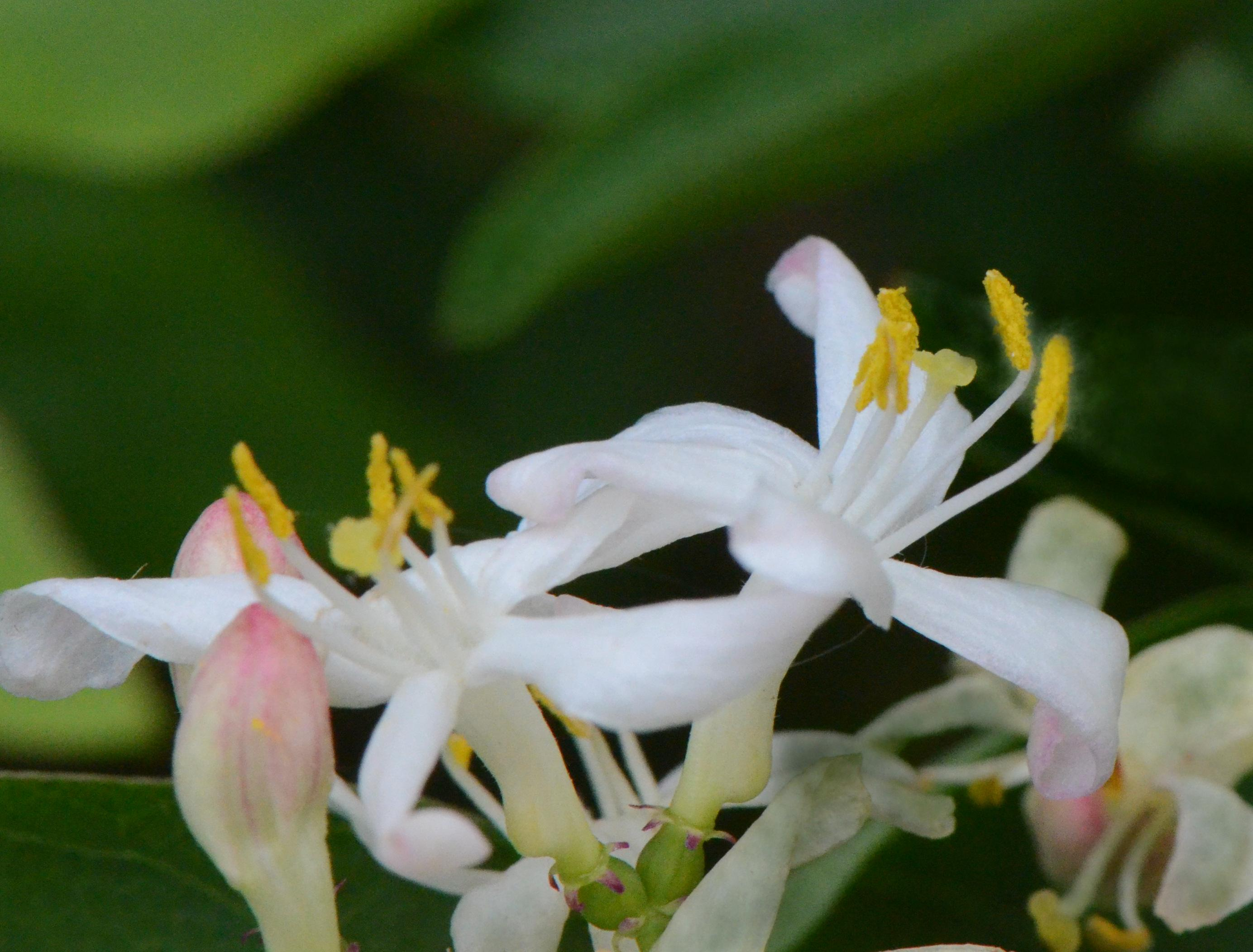
L. tatarica, corolle à long tube

Le Chèvrefeuille de Tartarie (Lonicera tatarica) est un arbuste caduc de la famille des Caprifoliaceae, à port dressé et buissonnant. Originaire du sud de la Russie à l'Asie centrale et orientale, c'est un arbuste très rustique qui est cultivé comme plante d'ornement.

## Étymologie
Linné dédia le nom de genre Lonicera à Adam Lonitzer (Lonicerus), botaniste et mathématicien Allemand (1528-1586). Le terme tatarica en latin scientifique désigne la Tartarie, région de l'Asie centrale et septentrionale s'étendant de la mer Caspienne et de l'Oural à l'océan Pacifique.

## Description
Le Chèvrefeuille de Tartarie est un arbuste, à feuilles caduques, de 2-3 mètres de haut.
Les feuilles portées par un pétiole de 2-5 mm, sont opposées, longues de 2 à 6 cm, sur 1-2 cm de largeur, de forme oblongue ou ovale.
La marge est ciliée. Elles sont de couleur vert foncé sur la face supérieure, glauque au revers
Les fleurs de 1 à 3 cm de long sont groupées par paires sur un pédoncule axillaire. La corolle est bilabiée, de couleur rose pale à rouge carmin, parfois blanche. Elle comporte un tube de 5-6 mm avec 5 lèvres supérieures lobées, une lèvre inférieure recourbée.
La floraison a lieu en mai-juin. Elle attire les bourdons et abeilles solitaires pour son nectar et son pollen. Les fleurs sont aussi visitées par les papillons (sphinx Hemaris).
Les baies sont écarlates à jaune-orangé, de 5-6 mm de diamètre.

## Distribution
Lonicera tatarica est un arbuste originaire de Sibérie, Kazakhstan, Kirghizistan, Chine (Heilongjiang, Liaoning, nord du Xinjiang), Japon, Corée.
Il s'est naturalisé en Europe et Amérique du Nord. En France, on le trouve en Île-de-France (75, 77, 78, 95) et Haute-Corse.

## Synonymes
- Lonicera micrantha (Trautv.) Regel
- Caprifolium micranthum (Trautvetter) Kuntze
- Lonicera parvifolia Hayne
- Lonicera sibirica Georgi, nom. nud.
- Lonicera tatarica var. parvifolia
- Lonicera tatarica var. micrantha Trautvetter
- Lonicera tatarica var. puberula Regel & Winkler

## Principales variétés
- Variétés sauvages

Lonicera tatarica var. tatarica possède des fleurs blanches ou roses, ne jaunissant pas en fanant. Il pousse en Chine (Heilongjiang, Liaoning, nord du Xinjiang) et en Russie.
Lonicera tatarica var. morrowii (A. Gray) Q. E. Yang, Landrein, Borosova & J. Osborne, Fl. China. 19: 634. 2011. Ses fleurs sont blanches ou roses et jaunissent en fanant. Il pousse en Chine (Heilongjiang, Liaoning) au Japon et en Corée.
- Cultivars

Lonicera tatarica 'Arnold Pink' ou 'Carleton' : fleurs rose foncé
Lonicera tatarica 'Alba' : fleurs blanches
Lonicera tatarica 'Hack's Red' : fleurs rouge violacé très foncé. Très répandu.
Lonicera tatarica 'Zabelii', qu'on retrouve sous le nom de Lonicera korolkowii 'Zabelii' : fleurs rose vif

## Utilisation
Le chèvrefeuille de Tartarie est cultivé dans les zones tempérées en Europe et Amérique du Nord pour son abondante floraison printanière précoce. C'est un arbuste compact, buissonnant, arrondi. La variété 'Hack's Red' est très répandue.
Il se plante en situation ensoleillé à mi-ombre. C'est un arbuste très rustique qui supporte −30 °C et s'accommode de tout type de sol. Il peut être sujet aux pucerons.